# 금귀걸이
금귀걸이(金製耳飾)는 서울특별시 용산구 삼성미술관 리움에 있는 가야시대(5∼6세기)의 장신구이다. 1971년 12월 21일 대한민국의 보물 제557호로 지정되었다.

## 개요
출토지 불명의 금으로 만든 귀고리(金製耳飾)로서 길이 9cm, 큰 고리의 지름 3.6cm이다.
큰 고리에는 금실로 거북 등 모양으로 구획한 뒤, 그 선 좌우에 금으로 만든 쌀알 같은 금립(金粒)을 붙인 누금세공으로 장식하였다. 거북등 껍질의 분기점과 안쪽 중앙에 각각 금실과 금립으로 된 원을 배치하고, 이 원을 중심으로 작은 나뭇잎 모양을 금립으로 각 모서리를 향해 6개씩 붙였다. 큰 고리에 연결되는 타원형의 중간 고리에도 음각된 무늬가 있다.
중간 고리에 걸어서 늘어뜨린 장식에는 하트 모양의 작은 장식을 여러 개 금실로 달았다. 이러한 장식이 상·하 2단으로 연결시켰고, 끝에는 큰 풀 열매 모양이 달렸다. 풀 열매 모양의 장식 표면에는 금립을 이용한 세공이 전체에 표현되어 있다.
이 귀고리는 누금세공으로 큰 고리의 표면 전체를 장식한 섬세함이 돋보이는 수작이다.

## 참고 자료
- 금귀걸이 - 국가유산청 국가유산포털